# Franz Langthaler (Gewichtheber)
Franz Wilhelm Langthaler (* 10. November 1964 in Wien) ist ein ehemaliger österreichischer Gewichtheber. Er nahm zwei Mal an Olympischen Spielen teil und erreichte viele österreichische Rekorde. Heute bringt er seine Erfahrung als Vizepräsident des Österreichischen Gewichtheberverbandes und im Sportamt der Stadt Wien ein.   

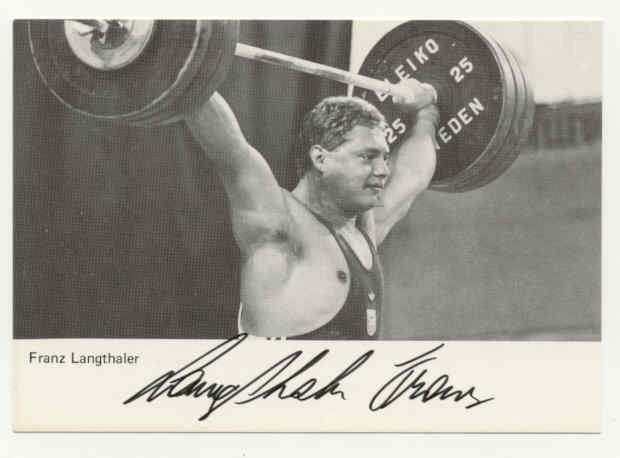
Autogrammkarte von Franz Langthaler aus dem Jahr 1988

## Karriere

### Profilaufbahn
Langthaler war der bedeutendste österreichische Gewichtheber in den 1980er Jahren. Er nahm zweimal an Olympischen Spielen teil, 1984 in Los Angeles und 1988 in Seoul. 1985 gelang ihm  eine Zweikampfleistung von 385 kg, die noch ein Jahr zuvor den Olympiasieg in der Klasse bis 100 kg bedeutet hätte. Seine Bestmarke aus dem Jahr 1989 lag bei einer Zweikampfleistung von 400 kg, hierbei gelangen ihm 180 kg im Reißen und 220 kg im Stoßen. Diese Leistung bedeutete einen lange ungebrochenen österreichischen Rekord. Bis heute gelang es erst vier österreichischen Gewichthebern (Vinzenz Hörtnagl, Stefan Lackner und Matthias Steiner), die Marke von 400 kg zu erreichen, wobei Langthaler bei weitem das leichteste Wettkampfgewicht auf die Waage brachte.
Im Jahr 1987 erlitt Franz Langthaler eine folgenschwere Schulterverletzung beim Versuch, 190 kg (damaliger Weltrekord: 196 kg) zu reißen. Nach dieser Verletzung musste er seine Reißtechnik verändern, und es dauerte lange, bis er wieder sein altes Niveau erreichte. Damit war sein Ziel, bei der Olympiade 1988 Gold zu holen, dahin und er kam nie wieder so nahe an Weltrekordmarken heran. 1991 folgte schließlich im Alter von 26 Jahren das überraschende Ende seiner Profikarriere, ein Jahr vor der Olympiade in Barcelona und nur wenige Wochen vor den Gewichtheber-Europameisterschaften.

### Comeback und Leben nach dem Sport
Neun Jahre später kam es zu einem spontanen und zugleich sensationellen Comeback. Langthaler entschied sich, seinem Stammverein Post SV zu helfen und trat in Folge bei den Mannschaftsbewerben an. Und tatsächlich gelang es, nicht zuletzt dank seiner Leistungen, den Mannschaftstitel nach Wien zu holen. Er erreichte im Alter von 36 Jahren, eine Leistung von 170 kg im Reißen und 190 kg im Stoßen.
Nach seiner über 10 Jahre andauernden Karriere in der Weltspitze im Gewichtheben, ist Franz Langthaler heute im Sportamt der Stadt Wien tätig. Als Vizepräsident des Österreichischen Gewichtheberverbandes engagiert er sich zudem weiter für seinen Sport.

## Persönliche Bestleistungen
- Reißen: 187,5 kg
- Stoßen: 220 kg
- Zweikampf: 400 kg

## Die größten Erfolge

### National
- 18 Einzel-Staatsmeistertitel (zusammengesetzt aus Titel für Reißen, Stoßen und Zweikampf)
- 6 Mannschaftstitel
- Mehr als 50 österreichische Rekorde
- Weit über 200 Nachwuchsrekorde
- Zahlreiche Jugend- und Juniorenmeistertitel

### International
- 4. im Reißen, 8. im Stoßen, sowie 6. im Zweikampf bei den Olympischen Spielen 1984
- 6. im Reißen, 8. im Stoßen, sowie 8. im Zweikampf bei den Olympischen Spielen 1988
- Sieger des Austrian-Cup 1986
- Donaupokalsieger 1987 (Erster Erfolg im Donaupokal für Österreich seit 19 Jahren)
- 4. Platz bei Gewichtheber-Weltmeisterschaften
- 3 mal 4. Plätze bei Europameisterschaften
- 4. der Junioren-WM 1984

## Ergebnisse der österreichischen Einzel-Staatsmeistertitel
- 1984: Kat. 100 kg – 1. Platz in Reißen: 165 kg, Stoßen: 205 kg und Zweikampf: 370 kg
- 1986: Kat. 100 kg – 1. Platz in Reißen: 160 kg, Stoßen: 185 kg und Zweikampf: 345 kg
- 1987: Kat. 100 kg – 1. Platz in Reißen: 170 kg, Stoßen: 200 kg und Zweikampf: 370 kg
- 1988: Kat. 110 kg – 1. Platz in Reißen: 165 kg, Stoßen: 190 kg und Zweikampf: 355 kg
- 1989: Kat. 110 kg – 1. Platz in Reißen: 160 kg, Stoßen: 180 kg und Zweikampf: 340 kg
- 1990: Kat. 110 kg – 1. Platz in Reißen: 165 kg, Stoßen: 195 kg und Zweikampf: 360 kg

## Auszeichnungen
- Ehrung von der UdSSR zum „Master of Sports“
- Silberner Rathausmann der Stadt Wien